# Prinzip der materiellen Objektivität
Das Prinzip der materiellen Objektivität postuliert in der Materialtheorie, dass jede Darstellung materieller Eigenschaften unabhängig vom Bezugssystem des Beobachters und seiner Bewegungen sein sollte.:277f Beobachter, die sich unterschiedlich bewegen, müssen aus einer Materialgleichung auf ein und denselben Spannungszustand schließen können. Statt von einem Prinzip wird auch von einem Axiom gesprochen.
Mögliche Umschreibungen sind:
- Das Materialverhalten erlaubt keinerlei Rückschlüsse zu ziehen darauf, in welchem Bezugssystem es beobachtet wurde.[1]:289
- Materialeigenschaften sind invariant gegenüber überlagerten Starrkörperbewegungen.[1]:292
- Die Materialeigenschaften beschreibenden Gleichungen (kurz Konstitutivgleichungen) sind invariant gegenüber einem Wechsel des Bezugssystems.

Es ist eines der grundlegenden Prinzipien in der Materialtheorie, die Methoden der mathematischen Modellierung des Materialverhaltens und der Verbindung von Konstitutivgleichungen mit den physikalischen Gesetzen entwickelt. Dieses Prinzip schränkt die mathematische Form der konstitutiven Gleichungen ein:277 und gibt so einen groben Rahmen vor, wie Materialmodelle formuliert werden müssen.:292
Die formale Unabhängigkeit der konstitutiven Gleichungen vom Bezugssystem ist zweifelsohne zwingend erforderlich; dass aber – wie vom Prinzip gefordert – Materialmodelle auch unabhängig von der Translations- oder Rotationsgeschwindigkeit des Bezugssystems sein sollten, kann nicht unbedingt als zwingendes Naturgesetz angesehen werden.:278 In seiner heutigen Form wurde es von C. A. Truesdell und W. Noll 1965 formuliert und seine lange Vorgeschichte von Robert Hooke bis ins 20. Jahrhundert wird ausführlich im Handbuch der Physik wiedergegeben.
Andere Bezeichnungen für dieses Prinzip sind Prinzip der Beobachterindifferenz und Prinzip von der materiellen Bezugssysteminvarianz (englisch material frame-indifference).

## Motivation
Zwei verschiedene Körper mit denselben Abmessungen und Massenverteilungen können unterschiedlich auf dieselben äußeren Kräfte reagieren, wenn sie aus verschiedenem Material bestehen. Ein Würfel aus Wasser und aus Holz mögen etwa die gleiche Dichte und Masse besitzen, verhalten sich jedoch völlig anders, wenn sie auf den Boden fallen. Nun entspricht es nicht der Erfahrung, dass diese Beobachtung davon abhängt, ob man die Würfel in relativer Ruhe, Bewegung oder Drehung zu den Würfeln beobachtet. Genau diese Erfahrung bringt das Prinzip der materiellen Objektivität zum Ausdruck.

## Mathematische Formulierung
Sobald ein Inertialsystem bekannt ist, können die Gleichgewichtsbedingungen auf jedes Bezugssystem angewendet werden, das kein Inertialsystem ist. Dazu ist es jedoch zwingend erforderlich zu wissen, wie sich die Größen, die in den Gleichgewichtsgleichungen auftreten, verändern, wenn der Bezugsrahmen geändert wird. In diesem Zusammenhang wird ein bestimmtes Transformationsverhalten mit dem Begriff Objektivität bezeichnet.:156 Das Prinzip der materiellen Objektivität postuliert entsprechend, dass in der mathematischen Formulierung des Materialverhaltens nur objektive Größen aufgenommen werden sollen.
Beispielsweise wird die Bewegung eines Massenpunkts mathematisch durch seine Masse und seine Trajektorie oder Bahnlinie beschrieben, die maßgeblich durch die Kräfte bestimmt wird, die auf ihn wirken. Die Beobachtung eines ausgedehnten, deformierbaren physikalischen Körpers wird analog durch seine Massenverteilung und die Bewegungsfunktion χ(P,t) jedes einzelnen materiellen Punktes, kurz Partikels P des Körpers als Funktion der Zeit t beschrieben. Die auf den Körper einwirkenden Kräfte induzieren in ihm ein Spannungstensorfeld σ, das die Bewegung der einzelnen Partikel und damit auch die Verformungen des Körpers bestimmt. Die Entsprechungen zwischen Massenpunkt und Partikel eines Kontinuums fasst die Tabelle zusammen
| Objekt        | Bewegungsfunktion | Trägheitseigenschaft | Äußere Einwirkung |
| ------------- | ----------------- | -------------------- | ----------------- |
| Massenpunkt M | x(t)              | Masse m              | Kraft F           |
| Partikel P    | χ(P,t)            | Dichte ρ             | Spannungstensor σ |

Wenn eine konstitutive Gleichung erfüllt ist für eine Bewegungsfunktion {\displaystyle {\mathsf {{\vec {x}}={\vec {\chi }}(P,t)}}} und ein symmetrisches Spannungstensorfeld σ(P,t), dann muss sie ebenso erfüllt werden durch die euklidisch transformierten Größen
{\displaystyle {\begin{aligned}{\mathsf {{\vec {x}}^{\ast }}}=&{\mathsf {{\vec {\chi }}^{\ast }(P,t^{\ast })={\vec {s}}(t)+\mathbf {Q} (t)\cdot {\vec {\chi }}(P,t)}}\\{\mathsf {{\boldsymbol {\sigma }}^{\ast }}}=&{\mathsf {{\boldsymbol {\sigma }}^{\ast }(P,t^{\ast })=\mathbf {Q} (t)\cdot {\boldsymbol {\sigma }}(P,t)\cdot \mathbf {Q} ^{\top }(t)}}\\{\mathsf {t^{\ast }}}=&{\mathsf {t-a}}\end{aligned}}}
wo
| {\displaystyle {\mathsf {{\vec {s}}(t)}}} | eine beliebige Translation,                             |
| Q(t)                                      | eine beliebige orthogonale Tensorfunktion der Zeit, und |
| a                                         | ein beliebiger Zeitpunkt ist.                           |

## Prinzipien der Materialtheorie
Neben dem Prinzip der materiellen Objektivität sind weitere Prinzipien formuliert worden, die die Konstruktion von Materialmodellen dahingehend unterstützen, dass vernünftige physikalische Probleme auch physikalisch vernünftige Lösungen haben. Eine vollständige, allgemeingültige und präzise Feststellung aller notwendigen Prinzipien ist allerdings auch Anfang des 21. Jahrhunderts noch nicht gegeben.:278 Einige weitere Prinzipien sind in der folgenden Tabelle aufgelistet.
| Name                                | Bedeutung |
| ----------------------------------- | --- |
| Kausalitätsprinzip                  | Die Auswahl der abhängigen und der unabhängigen Variablen wird aus Überlegungen zu Ursache und Wirkung bestimmt.                                                                   |
| Prinzip der Determiniertheit        | Der aktuelle Zustand des Kontinuums wird durch die aktuelle Beanspruchung sowie die gesamte Vorgeschichte bestimmt.                                                                |
| Prinzip der Äquipräsenz             | Der Satz der unabhängigen Variablen, der in eine Konstitutivgleichung eingeht, muss auch in allen übrigen Konstitutivgleichungen für das gegebene Kontinuumsmodell enthalten sein. |
| Axiom der lokalen Wirkung           | Der Zustand in den materiellen Punkten wird einzig durch die unmittelbare Umgebung des materiellen Punktes beeinflusst; Fernwirkungen werden entsprechend vernachlässigt.          |
| Gedächtnisaxiom                     | Ein Material hat ein „Gedächtnis“ und reflektiert somit zurückliegende Ereignisse unterschiedlich.                                                                                 |
| Axiom der physikalischen Konsistenz | Konstitutivgleichungen dürfen nicht physikalischen Gesetzen widersprechen (Prinzip der physikalischen Verträglichkeit).                                                            |